# Lecythis lurida
Lecythis lurida là một loài thực vật linhin thuộc họ Lecythidaceae.
Loài này chỉ có ở Brasil, nơi chúng được gọi là castanha-jarana.
Chúng hiện đang bị đe dọa vì mất môi trường sống.